# Рацишин
Рацишин (пол. Raciszyn) — село в Польщі, у гміні Дзялошин Паєнчанського повіту Лодзинського воєводства.
Населення — 896 осіб (2011).
У 1975-1998 роках село належало до Серадзького воєводства.

## Демографія
Демографічна структура станом на 31 березня 2011 року:
|          | Загалом | Допрацездатний вік | Працездатний вік | Постпрацездатний вік |
| -------- | ------- | ------------------ | ---------------- | -------------------- |
| Чоловіки | 440     | 113                | 284              | 43                   |
| Жінки    | 456     | 115                | 241              | 100                  |
| Разом    | 896     | 228                | 525              | 143                  |